# Руђиноаса (Арђеш)
Руђиноаса (рум. Ruginoasa) насеље је у Румунији у округу Арђеш у општини Ваља Јашулуј. Oпштина се налази на надморској висини од 551 m.

## Становништво
Према подацима из 2002. године у насељу је живело 2 становника.